# Phosphoristen
Die Phosphoristen waren die Vertreter der schwedischen Romantik zu Beginn des 19. Jahrhunderts. Sie wurden nach ihrer Zeitung Phosphoros (griechisch für den „Morgenstern“) benannt.
Sie stellten sich hauptsächlich gegen die französischen Einflüsse in der Literatur und wandten sich der deutschen Romantik zu.
Die Hauptvertreter der Phosphoristen waren die Dichter Per Daniel Amadeus Atterbom und Carl Fredrik Dahlgren, der Romanschriftsteller Wilhelm Fredrik Palmblad (Familien Falkensvärd, Aurora Königsmark), sowie der Dramatiker Lorenz Hammarsköld. Weitere Vertreter der Phosphoristen waren Johann Börjesson, Julia Kristina Nyberg, Anders Abraham Grafström und Samuel Hedborn.